# Oldřich Válek
Oldřich Válek (* 9. března 1960 Opava, přezdíván El Obro) je bývalý český hokejový útočník, odchovanec třebíčského hokeje.

## Kariéra
Celé mládí a dětství prožil v Třebíči, hokeji se věnoval od šesti let a postupně se prosazoval, stal se účastníkem mistrovství republiky za tým TJ Spartak Třebíč, kde byl vyhlášen nejlepším střelcem, následně v sedmnácti letech nastoupil povinnou vojenskou službu v Jihlavě, tam hrál za HC Dukla Jihlava, kde strávil roky 1982 až 1988, následně působil 2 roky ve finském Reipas Lahti a následně dva roky v norském Stjernen Hockey a opět rok v Reipas Lahti. Posléze se opět od roku 1993 a 1996 vrátil do HC Dukly Jihlava. Během působení v Jihlavě byl v sezóně 1995–1996 na hostování ve francouzském HC Huskies de Chamonix. Celkem v dresu jihlavské Dukly odehrál 483 zápasů a získal několik individuálních ocenění. Zúčastnil se draftu NHL, kdy byl draftován klubem Minnesota North Stars, nicméně v NHL nakonec nehrál.
Hrál také za československou reprezentaci. V roce 1985 byl členem týmu mistrů světa. Zúčastnil se také MS 1983 a 1989, v roce 1986 byl nominován, ale pro nemoc nakonec ani v jednom zápase nenastoupil. V sezoně 1983/1984 se dělil s Vladimírem Růžičkou o titul nejlepšího střelce v nejvyšší soutěži. Proslul jako hráč velmi důrazný a fyzicky výborně připravený. Hrál ve Finsku, Norsku, Francii a Německu. Kariéru ukončil v HC Moravské Budějovice, kde je v současné době i asistent trenéra, dříve i hrajícím asistentem trenéra. Na zimním stadionu v Třebíči vede restauraci a řídí Moravskobudějovickou ligu ledního hokeje.
V roce 2019 byl uveden do Síně slávy českého hokeje.

## Statistiky reprezentace
| Turnaj            | Místo konání                                     | Z  | G | A | B  | Umístění            | Soupisky         |
| ----------------- | ------------------------------------------------ | -- | - | - | -- | ------------------- | ---------------- |
| KP 1981           | Severní Amerika                                  | 3  | 0 | 0 | 0  | prohra v semifinále | Soupiska KP 1981 |
| MS 1983           | Západní Německo (Mnichov, Dortmund a Düsseldorf) | 7  | 1 | 2 | 3  | Stříbrná medaile    | Soupiska MS 1983 |
| MS 1985           | Československo (Praha)                           | 10 | 3 | 0 | 3  | Zlatá medaile       | Soupiska MS 1985 |
| MS 1989           | Švédsko (Stockholm a Södertälje)                 | 10 | 4 | 2 | 6  | Bronzová medaile    | Soupiska MS 1989 |
| Celkem na MS (3x) |                                                  | 27 | 8 | 4 | 12 |                     |                  |